# Naja Rosa
Naja Rosa Koppel, kendt som Naja Rosa, (født 5. august 1980) er en dansk sanger og sangskriver, datter af Thomas og Annisette Koppel, der er vokset op i Sydhavnen i København og Los Angeles i USA. Naja Rosa sang i mange år kor i Savage Rose og bidrog med to sange på Universal Daughter (2007), den første cd, Savage Rose udsendte efter Thomas Koppels død. I 2008 udgav hun foto- og mindebogen "Til min far – mine billeder og rejser".
Naja Rosa debuterede i 2010 med cd'en Naja Rosa med ti engelsksprogede selvkomponerede sange, som fik usædvanligt positive anmeldelser.
Efter udgivelsen indledte Naja Rosa en turné den 7. oktober 2010 i Lille Vega og fik strålende anmeldelse i Gaffa.
Naja Rosa udgav 6. februar 2012 sit andet album, der havde titlen The Place I Call Home.

## Diskografi

### Albums
- Naja Rosa (2010)
- The Place I Call Home (2012)
- These Are The Times (2014)
- Closer to the sun (2022)

### Singler
- When the Smoke Clears (2010)